# Rhaphidophora hayi
Rhaphidophora hayi P.C.Boyce & Bogner – gatunek wieloletnich, wiecznie zielonych pnączy z rodziny obrazkowatych, pochodzących z obszaru od Nowej Gwinei do północno-wschodniej Australii, zasiedlających lasy deszczowe. Komórki tych roślin posiadają 60 chromosomów tworzących 30 par homologicznych.